# ボルネス
ボルネス（スウェーデン語: Bollnäs [ˈbɔ̌lːnɛs]）は、スウェーデン中部ヘルシングランド地方のイェヴレボリ県に属する都市の1つである。この付近の標高は約53 mであり、町の近くには鉄道路線のen:Northern Main Lineが通っている他、国道50号線と83号線も通っている。

## 人口
ボルネスの2020年現在の人口は、1万4033人である。町の面積は12.87 km2なので、人口密度は1090.4 (人/km2)と計算できる。

## ボルネス教会

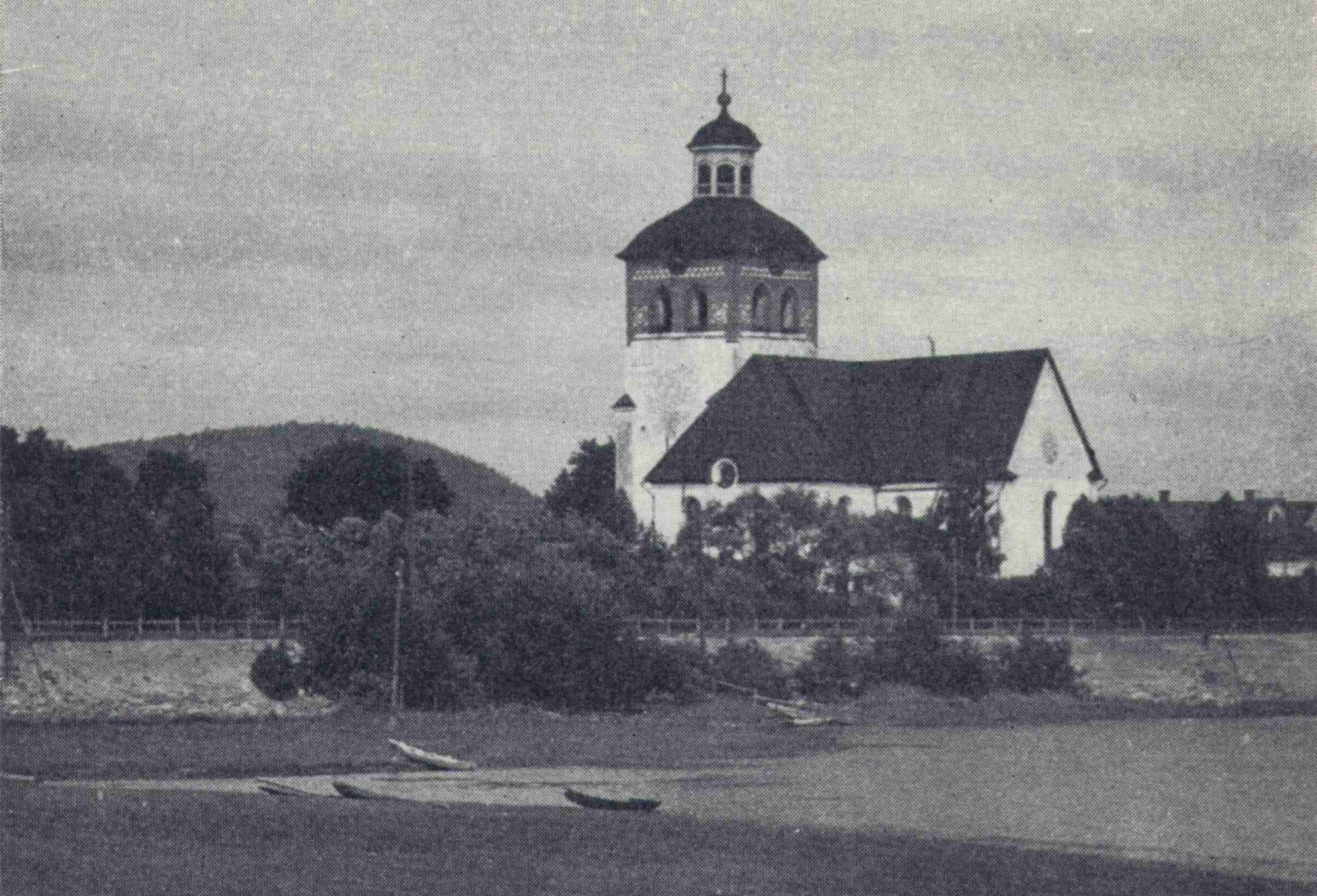
ボルネス教会

ボルネス教会は14世紀から15世紀にかけて建設され、1468年11月3日に開会式典が執り行われた。その後、1753年から1755年にかけて、翼廊が増築された。教会には中世木造彫刻がある。教会にある祭壇画のうち、3つは15世紀後半から16世紀前半にかけて描かれたものである。

## ゆかりの人物
- スノッダス (Snoddas) - バンディ選手、アーティスト (英語版)
- オーケ・ハッセルゴード (Åke Hasselgård) - ジャズ音楽家 (英語版)
- ヴィクトリア・シルヴステッド (Viktoria Silvstedt) - モデル